# Conisania meszanesi
Conisania meszanesi är en fjärilsart som beskrevs av Ronkay och Zoltan Varga. Conisania meszanesi ingår i släktet Conisania och familjen nattflyn. Inga underarter finns listade i Catalogue of Life.